# Lithurgus tiwarii
Lithurgus tiwarii is een vliesvleugelig insect uit de familie Megachilidae. De wetenschappelijke naam van de soort is voor het eerst geldig gepubliceerd in 1987 door Gupta & Tewari.